# Beatus von Passau
Beatus (* / † unbekannt) war von 746/747 bis ca. 754 der 2. Bischof von Passau.
Obwohl Beatus in keiner der vielen Bischofslisten aufgeführt ist, steht dennoch seine Existenz aufgrund der neueren Forschungen außer Zweifel.